# Heterohyus
Heterohyus (лат.) — вымерший род млекопитающих подотряда пантодонтов отряда цимолесты. Ископаемые остатки Apatemyidae найдены в отложениях с эоцена по олигоцен на территории Европы (Франция, Великобритания, Португалия, Испания и Швеция).
Heterohyus были небольшими и, предположительно, насекомоядными. Их пальцы были тонкими и с развитыми когтями, и представители семейства, вероятно, вела в основном древесный образ жизни. Череп был довольно массивным по сравнению с грацильным скелетом, а передние зубы были длинными и крючковатыми, напоминая зубы современных ай-ай, которые добывают пищу, отгрызая кору передними зубами, чтобы достать из-под нее личинок насекомых.

## Виды
По данным сайта Paleobiology Database, на февраль 2024 года в семейство включают 7—8 вымерших родов:
- Heterohyus (Gervaisyus) pygmaeus Sudre et al., 1990
- Heterohyus armatus Gervais, 1848
- Heterohyus ilerdensis López-Torres and Silcox, 2018
- Heterohyus morinionensis Hooker, 1986
- Heterohyus nanus Teihard de Chardin, 1916
- Heterohyus pygmaeus Sudre et al., 1990
- Heterohyus quercyi Filhol, 1890
- Heterohyus sudrei Sigé, 1975